# Räsenmoos
Das Naturschutzgebiet  Räsenmoos  liegt auf dem Gebiet der Stadt Marktoberdorf im schwäbischen Landkreis Ostallgäu südwestlich von Geisenried, einem Gemeindeteil von Marktoberdorf. Nördlich des Gebietes verläuft die B 12, südlich verläuft die OAL 7 und fließt die Wertach.

## Bedeutung
Das 49,27 ha große Gebiet mit der Nr. NSG-00509.01 wurde im Jahr 1996 unter Naturschutz gestellt. Es handelt sich um ein weitgehend ursprüngliches Hochmoor und Übergangsmoor vom Typus Spirkenfilz.